# Herbert Trattnigg
Herbert Trattnigg (* 13. Dezember 1955 in Klagenfurt am Wörthersee) ist ein österreichischer Schauspieler.

## Wirken
Trattnigg absolvierte von 1975 bis 1979 eine Schauspielausbildung an der Hochschule für Musik und darstellende Kunst in Graz.
Es folgten mehrjährige Engagements an verschiedenen Theaterbühnen, darunter in Pforzheim, Kaiserslautern, Weilheim, am Residenztheater in München, an der Berliner Schaubühne und in Hamburg. 2008 und 2009 spielte Trattnigg bei den Kreuzgangsfestspielen Feuchtwangen.
Mitte der 1980er Jahre wurde Herbert Trattnigg auch für das Fernsehen tätig und durch seine Rollen als Dr. Nerlinger in Für alle Fälle Stefanie und als Dr. Voss in Alphateam – Die Lebensretter im OP einem breiteren Publikum bekannt.
Darüber hinaus fungierte er viele Jahre als Leiter und Dozent einer Münchner Schauspielschule.
Herbert Trattnigg gehört neben Jens Wawrczeck, Anja Topf und Olaf Kreutzenbeck zu den Gründungsmitgliedern des Ensembles Die Filmausleser, das erfolgreich verfilmte, jedoch in Vergessenheit geratene, vernachlässigte oder im deutschsprachigen Raum unveröffentlichte Theaterstücke in szenischen Lesungen darstellt.
Ab Februar 2010 war er in der Telenovela Hanna – Folge deinem Herzen (seit Folge 241) zu sehen. Trattnigg stieg in der zuvor noch unter dem Namen Alisa – Folge deinem Herzen laufenden Serie in Folge 230 als Heinrich Sommer, Vater der neuen namensgebenden Titelfigur Hanna Sommer, ein. In Folge 251 erlitt die von ihm verkörperte Serienfigur einen tödlichen Herzinfarkt.
Herbert Trattnigg lebt in Berlin und Hamburg und ist Vater zweier Kinder.

## Filmografie (Auswahl)
- 1984: Tatort – Irren ist tödlich
- 1985: Der Todesspringer
- 1985: Wildgänse 2
- 1986: Detektivbüro Roth
- 1988: Always Afternoon
- 1989: Forsthaus Falkenau
- 1991: Derrick
- 1992: Taggart
- 1992: Vera Wesskamp
- 1993: Der Alte
- 1993: Forsthaus Falkenau
- 1994: 1945
- 1995: Für alle Fälle Stefanie
- 1996: Kommissar Rex
- 1996: Stockinger
- 1996: Liebling Kreuzberg
- 1998: Der letzte Zeuge
- 1998: Der Bergdoktor
- 1999: Benzin im Blut
- 2000–2004: Alphateam – Die Lebensretter im OP (128 Folgen)
- 2001: Entscheidung im Eis
- 2002: Die Cleveren
- 2003: Die Hollies
- 2003: In aller Freundschaft
- 2005: Tatort – Todesbrücke
- 2005: Krimi.de
- 2006: Polizeiruf 110 – Traumtod
- 2006: Unser Charly
- 2007: Familie Dr. Kleist
- 2007: SOKO Wismar
- 2007: Die Rosenheim-Cops – Ein mörderischer Geschmack
- 2009: Frauen wollen mehr
- 2009: Liebe in anderen Umständen
- 2009: In aller Freundschaft
- 2010: Hanna – Folge deinem Herzen (zuvor Alisa – Folge deinem Herzen)
- 2010: Notruf Hafenkante – Grabräuber
- 2011: Die Rosenheim-Cops – Die letzte Fahrstunde
- 2012: Tsunami – Das Leben danach
- 2012: Tatort – Borowski und der freie Fall
- 2013: Rote Rosen
- 2014: Die Rosenheim-Cops – Alles Gute kommt von oben
- 2015: Stralsund: Es ist nie vorbei (Krimiserie)
- 2016: Morden im Norden – Im Netz
- 2023: In aller Freundschaft – Die jungen Ärzte – Willst du?